# Амангельдинское водохранилище
Амангельдинское водохранилище (каз. Амангелді бөгені) — водохранилище на реке Тобол в Казахстане на территории Костанайского района Костанайской области. Площадь поверхности — 4,16 км².
Образовано в 1964 году. Проектный объём составлял 6,75 млн м³, проектный полезный объём — 6,22 млн м³.